# Francis (artista)
Francisco del Carmen García Escalante, nombre artístico Francis (San Francisco de Campeche, 6 de abril de 1958-Ciudad de México, 10 de octubre de 2007), fue una actriz, bailarina, diseñadora y vedette mexicana.
Participó en diversas actuaciones estelares: entre ellas hizo el papel de Ramón y Ramona en Mujer, casos de la vida real, de Silvia Pinal, y tuvo otra actuación estelar como ella misma en La fea más bella.
También conocía a Mitzy, un diseñador mexicano muy famoso, del cual se hizo amigo.

## Biografía

### Inicios
Francisco del Carmen García Escalante nació el 6 de abril de 1958, en San Francisco de Campeche, Campeche, México, hija de Zula Escalante y del músico Francisco García Jesús. El padre de Francis abandonó a su madre poco antes de que naciera. Francis fue criada por su madre y su tía Zoila, quien se dedicaba a la confección de prendas de vestir. La madre de Francis siempre apoyó la identidad de su hija y, pese a los señalamientos de la comunidad, ella nunca criticó que tuviera el gusto por los objetos y prendas femeninas. Pese a que fue víctima de burlas y golpes en la escuela, siempre tuvo el interés de mantener un buen rendimiento escolar.
Desde su infancia, Francis manifestó una habilidad innata para el dibujo, lo que la llevó a diseñar vestidos y prendas femeninas que comenzó a confeccionar para carnavales y diversos eventos en su natal Campeche. Esta tendencia a diseñar y su interés en el mundo del espectáculo despertaron en Francis la idea de trasladarse a la Ciudad de México. Cuando tenía 15 años de edad, uno de sus diseños fue presentado al dueño de un negocio de ropa en el mercado de La Lagunilla, en la Ciudad de México, por parte de su primo Rubén Baeza, integrante del grupo musical Los Socios del Ritmo. El dueño del negocio le ofreció trabajo a Francis, y fue de esta forma como finalmente llegó a la Ciudad de México.
El panorama laboral al que se enfrentó en la capital del país fue muy diferente al que esperaba. Padeció hambre y durmió en la calle. Ahí fue donde, una noche, Francis conoció al diseñador mexicano Mitzy, entonces un joven aprendiz de diseñador. Al ver la creatividad de Francis, Mitzy la invitó a trabajar con él.
En ese momento, Francis y Mitzy trabajaban para un modista llamado "Gerald", quien diseñaba el vestuario para la Princesa Lea y otras famosas vedettes mexicanas.
Francis comenzó a sentirse fascinada por el ambiente nocturno de las vedettes y cuando los hermanos Enrique y Juan Imperio, coreógrafos de cine y del Teatro Blanquita, estaban preparando al elenco de la película Bellas de noche (1975), contrataron un grupo de travestis en el que se hallaba Francis.

### Carrera
Comenzó a a trabajar en el espectáculo nocturno utilizando el nombre artístico de «Francis». Se integró a un grupo travesti llamado «Las Femmes». Meses después, decidió crear su propio show: El show de Francis. Durante quince años, su show travesti abarrotó la taquilla del Teatro Blanquita de la capital mexicana y otros recintos más, además de realizar giras por todo México y los Estados Unidos con gran éxito. El espectáculo de Francis fue innovador en su momento; impuso un estilo diferente amparado en la elegancia, el glamur y la espectacularidad. Creó un show al estilo de Las Vegas.
De forma paralela a su espectáculo, Francis participó en algunas películas mexicanas como Los relajados (1989), De super macho a super hembra (1989) y el musical Teto, música y travestis (1995). En televisión, participó en tres episodios del unitario Mujer, casos de la vida real, producido por Silvia Pinal. En 1998, se integró al elenco de la telenovela mexicana Vivo por Elena, producida por Juan Osorio para la cadena Televisa. En 2000, fungió como una de las conductoras del talk show Hasta en las mejores familias, también para Televisa.
Entre 2002 y 2003, formó parte del show de televisión Desde Gayola, producido por Horacio Villalobos en la señal de Telehit. En 2003, actuó en un pequeño rol en la película italiana My Father, Rua Alguem 5555, protagonizada por Charlton Heston. Su última actuación fue una aparición especial en la telenovela La fea más bella (2006).

### Muerte
A principios de octubre de 2007, Francis se quejó de un fuerte dolor en la espalda mientras presentaba su show en la ciudad de Puebla. Al agravarse su malestar, fue trasladada a un hospital en la Ciudad de México, presentando además, dificultades para respirar. Horas más tarde entró en estado de coma debido a un tromboembolismo pulmonar. Francis falleció el 10 de octubre de 2007 a los 49 años de edad en la Ciudad de México.

### Legado
En 2005, Francis fue nombrada «Reina de Reinas» en el Carnaval de Campeche (2005).
Muchas personas, entre ellos el intelectual Carlos Monsiváis o Margo Su, la fundadora del Teatro Blanquita de la Ciudad de México, llegaron a expresar que El show de Francis fue el espectáculo más concurrido en la historia del ya mencionado teatro, superando a muchos cantantes y artistas consumados. Aunque parezca curioso, su espectáculo estaba dirigido a una audiencia mayoritariamente heterosexual. Hasta sus mismos detractores reconocieron y aplaudieron su éxito. Al cabo de unos años fue acogida con los brazos abiertos por el público como una figura familiar del espectáculo nacional, algo que hasta ese momento ningún artista travesti, transexual o transgénero había conseguido en México.
Durante mucho tiempo se cuestionó si Francis se había sometido a la operación para cambiarse de sexo.  Sin embargo, la única operación que tenía era la de la nariz y por eso decía que su espectáculo no tenía relación con la identidad transexual: Atrás vive "Francisco", creador de "Francis", mujer frívola, de brillos, mal hablada, de plumas, que al público le gusta. Mucho se habló sobre su identidad. Francis se definía como un travesti. Lo cierto es que este término de alguna manera le fue “impuesto” por la rigidez de los medios de comunicación, específicamente, la televisión en México. Ella definía a “Francis” como un personaje creado por Francisco y le llamaba «La Fantasía hecha Mujer».
Al momento de su muerte, Francis se encontraba en la preparación de un documental sobre su vida. Dicho material permanece inédito hasta el momento. Durante muchos años después de su muerte, su madre mantuvo un museo en la ciudad de Campeche, encargado de exhibir vestuario y demás memorabilia de Francis, y cuyas entradas estaban destinadas a apoyar a los niños sin hogar de Campeche. 
El productor de televisión Federico Wilkins, también ha manifestado el interés de producir una serie de televisión biográfica sobre Francis.

## Filmografía

### Películas
- Los relajados (1989) ... Francis
- De super macho a super hembra (1989) ... Francis
- Teto, música y travestis (1995) ... Ella misma
- My Father, Rua Alguem 5555 (2003) ... Tanya
- Las borrachas (1987) tita
- El garañon (1992)

### Telenovelas
- Vivo por Elena (1998) ... Francisca
- La fea más bella (2006-2007) ... Ella misma

### Series de televisión
- Mujer, casos de la vida real (Episodio Intransigencia, 1990); (Episodio Contarás conmigo, 1995); (Episodio Ramona, 2002)
- Desde Gayola (2002-2006) ... Silvia Final; Adriana Arrima Melo
- XHDRBZ (2003) ... Ella misma

### Conductora
- Hasta en las mejores familias (2000)

## Teatro
- El Show de Francis (1980-1998)
- Reina de Medianoche (1999)
- Francis: ¿Quien es Quien? (2000)
- Francis y sus Leopardos (2000)
- Desde Gayola: El Show (2003)
- Francis para presidente (2006)
- Francis El Show: Vedettissima (2007)